# Vought XF2U
Le Vought XF2U était un prototype d'avion de chasse biplan évalué par la marine américaine à la fin des années 1920, mais il était déjà surclassé par les avions concurrents et n'a jamais été mis en production.

## Développement
L'O2U Corsair de Vought, dont la première livraison a eu lieu en 1927, était issu d'un appareil qui a établi plusieurs records de vitesse et d'altitude cette année-là. Afin de répondre à une demande du Bureau of Aeronautics d'un chasseur biplace dérivé d'un modèle civil, Vought a adapté ce modèle, ce processus a été lent. Commandé le 30 juin 1927, l’avion n’a en effet été achevé qu’en juin 1929. A cette date, il n'était plus à la pointe de la technologie; en particulier, le F8C Falcon de Curtiss était bien plus avancé.
L'avion était construit en tubes d'acier soudés, les ailes étaient en bois et l'ensemble était recouvert de tissu. Le prototype a effectué son premier vol le 21 juin 1929 et a été testé sur une piste simulant le pont d'un porte-avions à Norfolk, en Virginie. Les résultats ont été jugés satisfaisant, dissipant les inquiétudes quant aux problèmes de visibilité liés au long capot moteur. L’appareil a ensuite été convoyé au Naval Aircraft Factory, qui l’a mis en service jusqu’au 6 mars 193, date à laquelle il a été détruit lors d’un atterrissage forcé.

## Crédits
- (en) Cet article est partiellement ou en totalité issu de l’article de Wikipédia en anglais intitulé « Vought XF2U » (voir la liste des auteurs).